# Бобилькаси
Бобилька́си (рос. Бобылькасы, чув. Пупăлькасси) — присілок у Чувашії Російської Федерації, у складі Ніколаєвського сільського поселення Ядринського району.
Населення — 203 особи (2010; 227 в 2002, 310 в 1979, 425 в 1939, 374 в 1926, 290 в 1897, 191 в 1859).

## Історія
Історичні назви — Поболь, Бобильська. Засновано 18 століття як околоток села Хочашево. До 1866 року селяни мали статус державних, займались землеробством, тваринництвом. На початку 20 століття діяли вітряк та олійня. 1930 року утворено колгосп «імені Сталіна». До 1926 року присілок входив до складу Шемердянської, Шуматовської та Хочашевської волостей, а до 1927 року — Балдаєвської волості Ядринського повіту, з переходом на райони 1927 року — спочатку у складі Аліковського, у період 1939–1956 років — у складі Совєтського, після чого передано до складу Ядринського району.

## Господарство
У присілку працюють спортивний майданчик та магазин.